# Hopea glaucescens
Hopea glaucescens là loài thực vật họ Dầu. Nó là loài đặc hữu của Malaysia.